# Джаганнатха Даса Бабаджі
Джаганнатха Даса Бабаджі (Jagannātha Dāsa Bābājī IAST; 1776—1894) — крішнаїтський святий. Прийняв духовне посвячення від Джагадананди Госвамі з Вріндавана, і пізніше прийняв посвячення Бабаджі від Мадхусадани Даси Бабаджі. Його особистий приклад надихнув багатьох послідовників гаудія-вайшнавізму. Бхактівінода Тхакур називав його «головнокомандувачем всіх відданих».
Джаганнатха Даса Бабаджі народився в маленькому бенгальської селі, розташованому у сучасному окрузі Тангаіл в Бангладеш. Не існує єдиної думки щодо року його народження. Зазвичай вказуються різні дати в період з 1750 по 1800 рік.
У 1880 році Джаганнатха Даса Бабаджі вперше зустрів Бхактівіноду Тгакура і став його шикша-гуру (гуру-наставником). Джаганнатха Даса Бабаджі також дав духовне посвячення Бхагават дасу Бабаджі і Гауракішоре дасу Бабаджі, який пізніше прийняв в учні сина Бхактівіноди, Бхактісіддханту Сарасваті. Розповідається, що молодий Бхактисіддханта, відомий своїми великими знаннями з астрономії, на прохання Джаганнатха Даси Бабаджі створив вайшнавський календар, в якому вказав усі знаменні дні, включаючи дні явлення та відходу вайшнавських святих.
Джаганнатха Даса Бабаджі провів останні роки свого життя у святих місцях Вріндавана і Навадвіпа, де здійснював бхаджан і джапу, поклоняючись Радзі і Крішні. Його відданість Чайтані Махапрабгу і виховання в області вайшнавського богослов'я Бхактивіноде Тхакур і Гауракішоре дасу Бабаджі закріпили за ним місце одного з членів гаудія-вайшнавістської гуру-парампари.